# Hamid Sadr
Hamid Sadr (persisch حميد صدر‎; * 12. Dezember 1946 in Teheran, Iran) ist ein iranisch-österreichischer Schriftsteller.

## Leben
Hamid Sadr hat mit dem Schreiben als Gymnasiast begonnen. Nach der Veröffentlichung von mehreren Kurzgeschichten erschien sein erstes Buch, „Die Geschichten der Gasse“, im Jahre 1966. Sein zweites Buch „Die Geschichten der müden Tauben“ erschien 1967, woraufhin er Mitglied des neu gegründeten Schriftstellerverbandes im Iran wurde. Während des Militärdienstes im Süden des Irans schrieb er an seinem ersten Roman „Streik der Nachtfalter“, der erst erschien (1969), als er in Österreich Chemie studierte. Mit dem Verbot des Schriftstellerverbandes im Iran übernahm er die Aufgabe, sich als Auslandskorrespondent des Verbandes für dessen Legalisierung zu engagieren. Sein politisches Exil begann aber eigentlich mit der Aktivität in der iranischen Studentenbewegung und der oppositionellen Mossadegh-Bewegung im Ausland.
Die Veröffentlichung der Novelle „Der Kork auf dem Wasser“ und der Fortsetzung seines ersten Romans wurde durch die allgemeine Verschärfung der Zensurmaßnahmen schwierig. Als dann kurz vor der islamischen Revolution das Erscheinen einer Gesamtausgabe im renommierten Verlag „Amirkabir“ geplant war, wurde dieser Verlag von den islamischen Revolutionsgardisten beschlagnahmt, und die Gesamtausgabe konnte nicht mehr erscheinen.
Im Jahre 1979, nach der Niederschlagung der Frauenbewegung, dem Verbot der laizistischen Zeitungen und aller nicht-islamischen Parteien und der blutigen Säuberung des Staates von den säkularen Kräften, weigerte er sich als einer der wenigen Oppositionellen zum Schahregime in die Heimat zu fahren. Er verlegte seinen Wohnort von Wien nach Paris, das zum Zentrum der neuen Opposition geworden war, und wurde Mitglied im Rat der „National Movement of the Iranian Resistance“, das von Schapur Bachtiar (dem letzten iranischen Ministerpräsident vor Khomeinys Machtergreifung) gegründet worden war. Parallel arbeitete er mit dem Filmemacher Jacques Bral ("Exterieur Nuit" [Cannes 1980], "Polar" und "Mauvais Garcon") und Samuel Fuller ("Street of no Return") zusammen.
Nach Schapur Bachtiars Ermordung in Paris durch die Agenten der islamischen Republik (1991) kehrte Sadr wieder nach Wien zurück und begann auch auf Deutsch zu schreiben. Der erste in deutscher Sprache geschriebene Roman „Gesprächszettel an Dora“ über die letzten Lebensmonate Franz Kafkas erschien 1994. Der Erfolg dieses Werkes ermutigte ihn zum Schreiben des zweiten Romans, welcher unter dem Titel „Der Gedächtnissekretär“ 2005 im Deuticke Verlag erschien. Der Zyklus „Wahlheimat“ wurde im Jahr 2009 mit einem dritten Roman „Der Vogelsammler von Auschwitz“ abgeschlossen. Der vierte Roman von Hamid Sadr (Work in Progress) ist ein Roman über seine Heimat Persien und trägt den provisorischen Titel „Der Sehnsuchtmacher“.

## Werk
Persisch:
- Die Geschichten der Gasse 1966
- Die Geschichten der müden Tauben 1967
- Streik der Nachtfalter (Teil 1) – 1969 (Roman)
- Korken auf dem Wasser 1975 (Novelle)
- Streik der Nachtfalter 1975–1979 (Teil 2 – Roman)
- Im Spiegel der 37 Tage 1983
- Ruhig Hund! Ruhig! 1984
- Der Brief 1996
- Zabān-i dilʹafsurdagān 2007

Deutsch:
- Gesprächszettel an Dora 1994 (Roman)
- Der Gedächtnissekretär (Erstes Kapitel in der Anthologie Querlandsein) 1995
- Der Gedächtnissekretär (Das dritte Kapitel desselben Romans in der Anthologie Die Fremde in mir) 1999
- Der Gedächtnissekretär (Das vierte Kapitel in der Anthologie Grenzgänger) 2002
- Fahrrad, in der Anthologie Kleine Fibel des Alltags 2002
- Der Gedächtnissekretär (Der ganze Roman) 2005
- Entwurf eines Briefes an… in der Anthologie Ungefragt 2005
- Gestern? in der Anthologie Die Fantasie und die Macht 2006
- Der Vogelsammler von Auschwitz 2009
- Der Fluch des Gemüsehändlers Mohamed Bouazizi 2011

### Übersetzungen
Aus dem Persischen
- Die Geschichte der Gasse (ins Deutsche) 1975
- Die Geschichte der müden Taube (ins Deutsche) 1990
- Der Brief 2007

Aus dem Deutschen
- Gesprächszettel an Dora (ins Tschechische) Titel: Lístky Doře. 2000
- Gesprächszettel an Dora (ins Persische) Titel: Yaddashthaii baraye Dora 2003

Artikel, Essays (Deutsch)
- Information über den zehnjährigen Bestand eines noch nicht legalisierten Schriftstellerverbandes im Iran (Hochschülerschaft, Graz) 1978
- So nicht, Hans Magnus! (Feuilleton in Arbeiterzeitung) 1991
- Kein Kampf der Kulturen (Handelsblatt) 2006
- (Hitler-)Träume eines religiösen Fanatikers? (Gastkommentar in Die Presse) 2007
- Der Fluch des Gemüsehändlers Mohamed Bouazizi : Demokratie oder Herrschaft des Islam? Picus Verlag, Wien 2011 (= Vortrag im Wiener Rathaus am 8. März 2011 u. Wiener Vorlesungen im Rathaus; Bd. 158) ISBN 978-3-85452-558-5.

Auszeichnungen, Preise, Stipendien
- Buch des Jahres (Iran) 1967
- Staatsstipendium für Literatur Österreich 1996, 1999, 2000 und 2007/08
- Werkstipendium des Bundeskanzleramtes 1997
- 2. Literaturpreis Schreiben zwischen den Kulturen 2001
- Bruno Kreisky-Preis 2005
- Canetti-Stipendium 2006